# Ferdinando Teixeira
Ferdinando José Araújo Teixeira (Pedro Velho, 21 de março de 1946) foi um treinador brasileiro de futebol.
É o quarto maior vencedor de campeonatos estaduais, com trezes títulos de primeira divisão.

## História
Em 1974, Ferdinando foi convidado por dirigentes do Alecrim para treinar o clube no Campeonato Potiguar daquele ano. Torcedor do clube alviverde desde criança, o então professor de Educação Física da antiga ETFRN (hoje IFRN), mesmo sem nenhuma experiência treinando um time de futebol, aceitou a proposta do time do coração. Porém, deixou o Alecrim após o fim do campeonato. Mais tarde, em 1979, Ferdinando foi contratado pelo ABC, sendo vice-campeão estadual daquele ano. Voltou ao alvinegro em 1984, e se consagrou campeão estadual naquele ano, conquistando seu primeiro título na carreira.
No Brasil, treinou apenas equipes do Nordeste: ABC, Alecrim, América de Natal, Fortaleza, Santa Cruz, Botafogo da Paraíba, CSA, Ceará, Bahia e Campinense. Internacionalmente, treinou o Al Arabi do Qatar.
Foi no ABC foi aonde teve mais passagens, seis vezes (1979-1985, 1987, 1995, 1998-1999, 2005 e 2008), seguido do Fortaleza, com três (2000, 2002-2003 e 2011), sendo este seu último clube.

## Títulos
ABC
- Campeonato Potiguar: 1984, 1995, 1999, 2007 e 2008.

Alecrim
- Campeonato Potiguar: 1985 e 1986

América-RN
- Campeonato Potiguar: 1988, 1989, 1996 e 2003

Fortaleza
- Camampeonato Cearense: 2000, 2001

CSA
- Segunda Divisão do Campeonato Alagoano: 2005